# Lieto
Lieto est une municipalité du sud-ouest de la Finlande, dans la province de Finlande occidentale et la région de Finlande du Sud-Ouest.
Elle se situe en banlieue de Turku, la capitale provinciale.

## Histoire
Il y a 5 000 ans, l'actuelle Lieto est encore largement sous les eaux, formée simplement de petite îles stériles. L'isostasie la transforme graduellement en site côtier, puis l'éloigne de la mer.
La paroisse est fondée en 1331, et l'église de pierre est construite au début du XVIe siècle. La commune est alors totalement agricole, mais elle commence à jouer le rôle de banlieue de Turku dès 1738, avec l'installation de l'usine de tissage de laine de Littoinen. À la fin du XIXe siècle, elle est devenue l'usine textile la plus importante du pays.
La municipalité est aujourd'hui très prospère, et connaît une croissance soutenue: 4 173 habitants en 1938, 10 405 en 1984, 15 103 au 1er janvier 2006, et déjà 16938 en août 2012. Le taux de chômage est limité à 4,6 %, un des plus faibles du pays.

## Géographie
La commune est de taille modeste comparativement à la moyenne nationale, mais fait au contraire partie des plus étendues de la région.
Elle est traversée par le fleuve Aurajoki qui y franchit ses plus importants rapides (près du village de Nautela).
Le centre administratif est situé à 12 km du centre de Turku, via la nationale 10 Turku - Hämeenlinna.
Eura est accessible par la Seututie 204.
La population se répartit sur 54 villages.
Les communes voisines sont Turku à l'ouest, Aura au nord, Tarvasjoki au nord-est, Paimio au sud-est, Piikkiö au sud, et enfin Kaarina au sud-ouest.

## Démographie
Depuis 1980, la démographie de Lieto a évolué comme suit, :
| Année      | 1980   | 1985   | 1990   | 1995   | 2000   | 2005   |
| ---------- | ------ | ------ | ------ | ------ | ------ | ------ |
| population | 11 446 | 12 795 | 14 094 | 14 094 | 16 635 | 17 063 |

| Année      | 2010   | 2015   | 2020   |
| ---------- | ------ | ------ | ------ |
| population | 18 205 | 19 263 | 20 012 |

## Transports

### Routes
La route nationale 10 traverse le centre de Lieto et constitue la principale liaison routière entre Turku et le centre-ville de Lieto.
Le trafic dans les parties nord de la municipalité est assuré à la fois par la route de Tampere (ou route nationale 9) et la route régionale 222 jusqu'à Turku.
Au sud Lieto est traversé par la route principale 40, c'est-à-dire la rocade de Turku.
Lieto est relié à Kemiönsaari par la seututie 181.

### Bus
Depuis début juillet 2014, avec Turku, Kaarina, Raisio, Naantali et Rusko, Lieto fait partie de la zone de transport public de la région de Turku ou Föli.
Le même billet et un droit de changement de deux heures sont disponibles dans toute la région.
Les lignes de bus de Föli sont:
- La ligne 6 circule entre le centre de Lieto et le centre de Turku.
- Les lignes 2B et 2C circulent entre Littoinen et le centre de Turku.
- La ligne 401 fonctionne entre Turku Puutori et Ilmarinen.
- La ligne 402 relie Turku Puutori à la zone de la gare de Lieto via Ilmarinen.
- La ligne 413 relie la gare routière de Turku à la zone de la gare de Lieto par la Valtatie 9.
- Les lignes 612 et 614 circulent du centre de Turku jusqu'à Tarvasjoki en passant par le centre de Lieto.

D'autre part, plusieurs lignes de bus locales desservent principalement les besoins de transport scolaire.

### Trains
La gare de Lieto sur la ligne Turku–Toijala a été fermée.

## Politique et administration

### Élections municipales
| Parti      | Parti                           | Sièges 2008 | Sièges 2021 |
| ---------- | ------------------------------- | ----------- | ----------- |
|            | Parti de la coalition nationale | 14          | 11          |
|            | Parti du centre                 | 10          | 7           |
|            | Parti social-démocrate          | 10          | 5           |
|            | Alliance de gauche              | 4           | 3           |
|            | Ligue verte                     | 2           | 6           |
|            | Vrais Finlandais                | 2           | 7           |
|            | Chrétiens-démocrates            | 1           | 3           |
|            | Parti populaire suédois         |             | 1           |
| sources, : |                                 |             |             |

## Lieux et monuments
Lieto possède des lieux remarquables tels que l'église Saint-Pierre de Lieto, la colline fortifiée de Lieto, le quartier Nautelankoski, la Littoinen Verkatehdas, le centre sportif de Parmaharju avec son tremplin, le zoo Zoolandia et le château d'eau de Lieto.
La route historique Hämeen Härkätie  traversant Lieto, et la Vanhalinnantie, qui traverse Vanhalinna, ont été classées route historique de Finlande.
Parmi les lieux remarquables de Lieto, l'Hämeen Härkätie, la colline fortifiée de Lieto (fi), la Littoinen Verkatehdas et la Varkaantie (fi), qui longe le fleuve Aura et est aussi connue sous le nom de route panoramique du fleuve Aura, sont classés parmi les sites culturels construits d'intérêt national en Finlande,,,,.

## Galerie

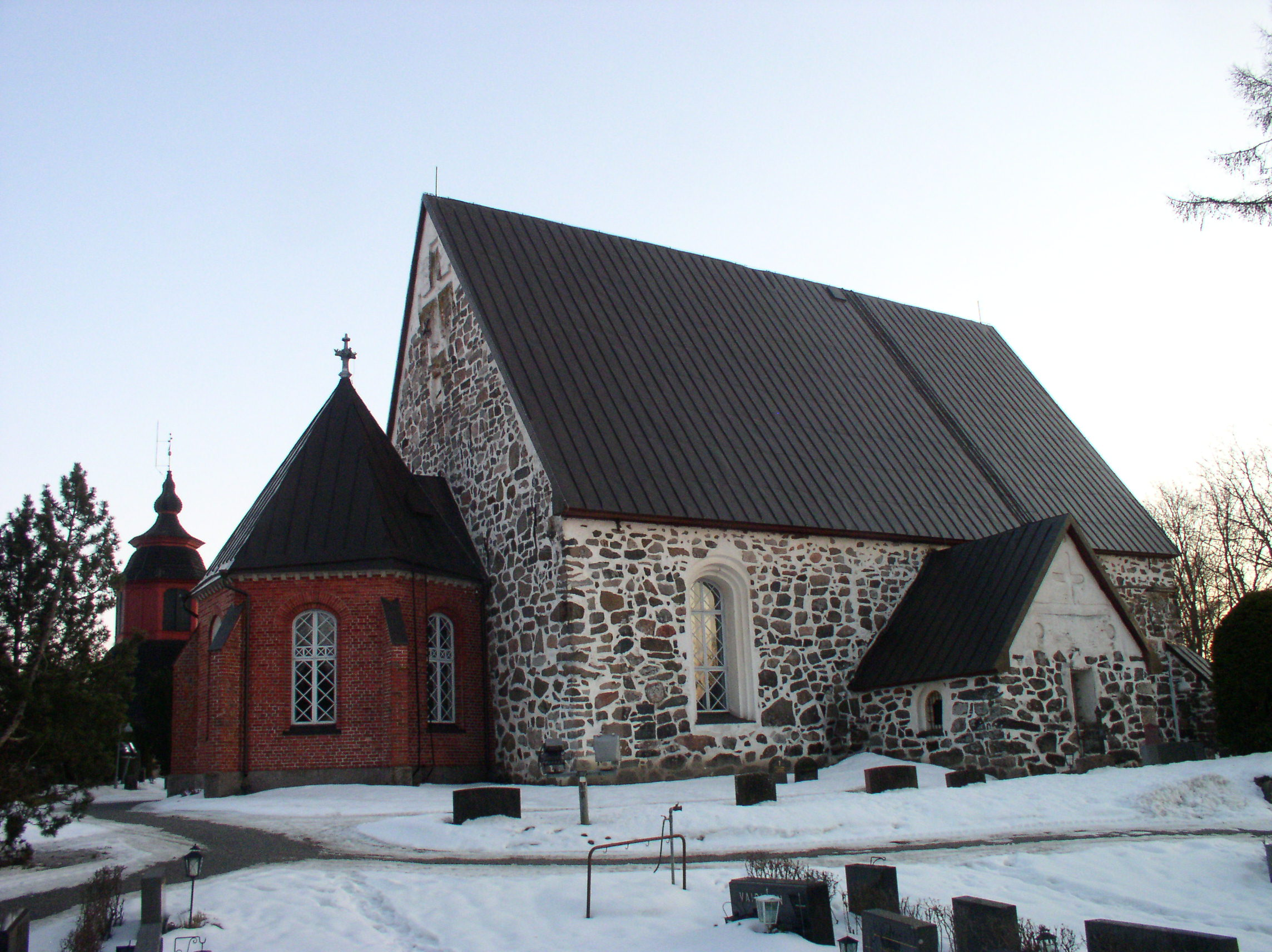
Église de Lieto.
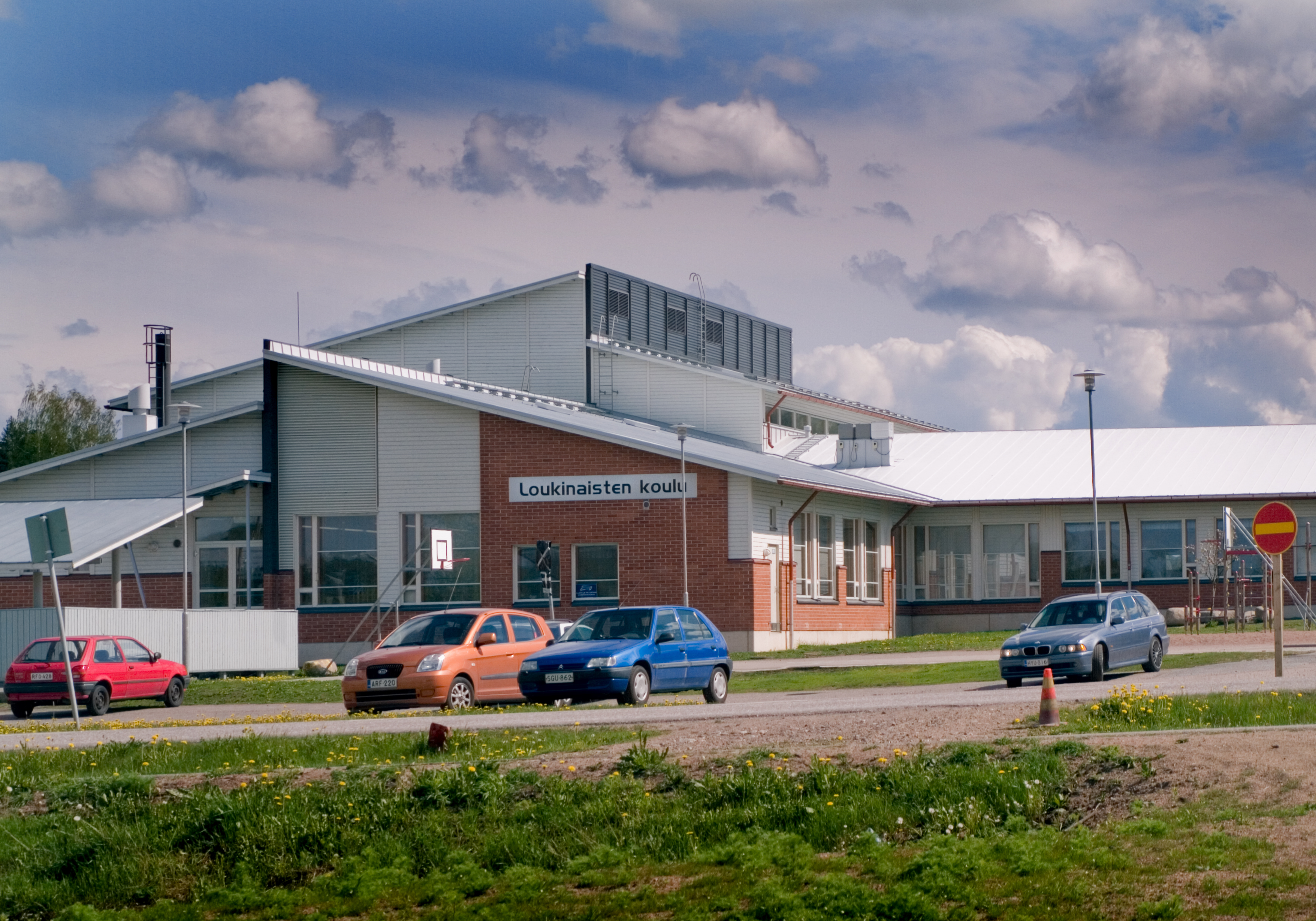
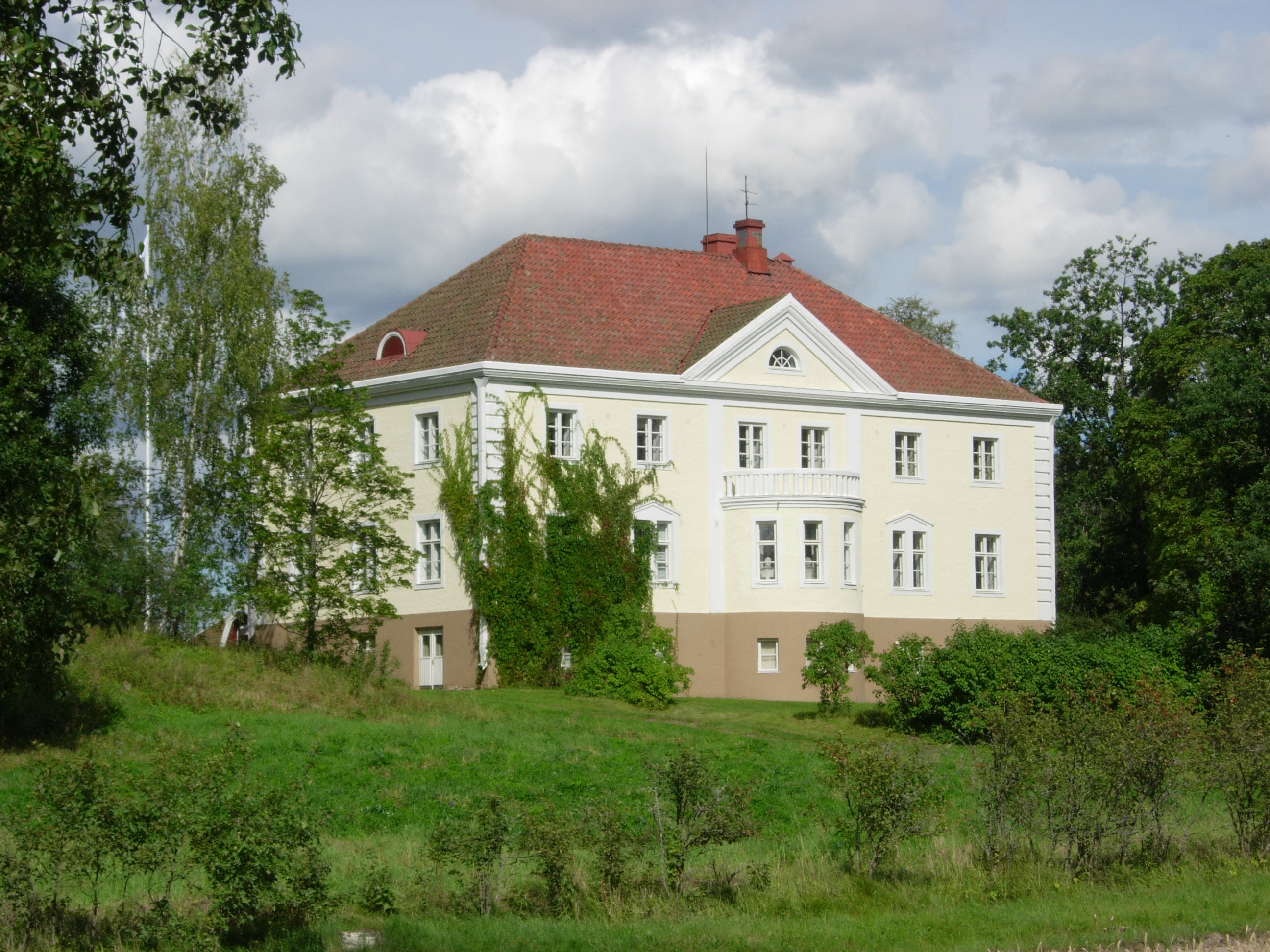
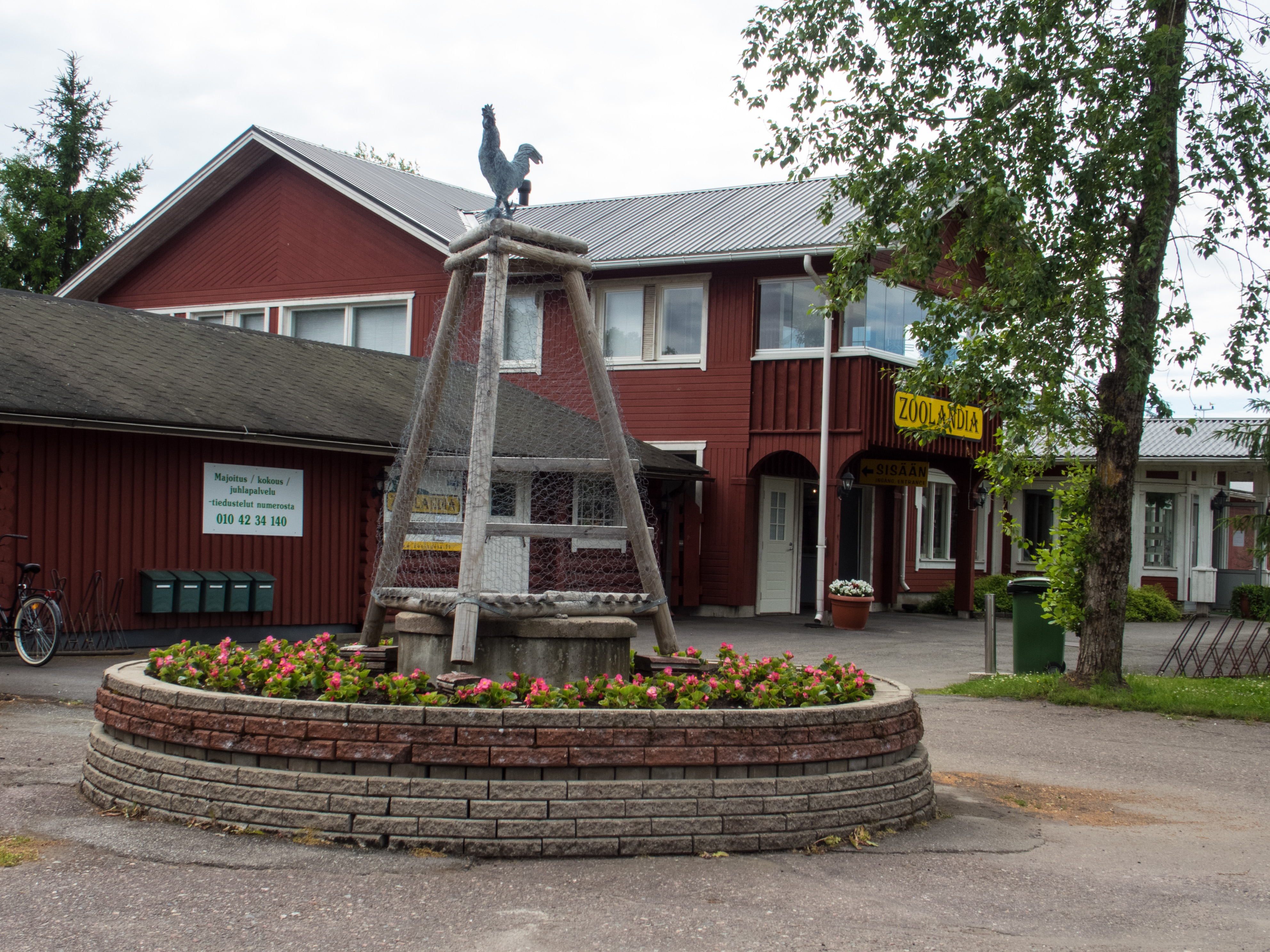
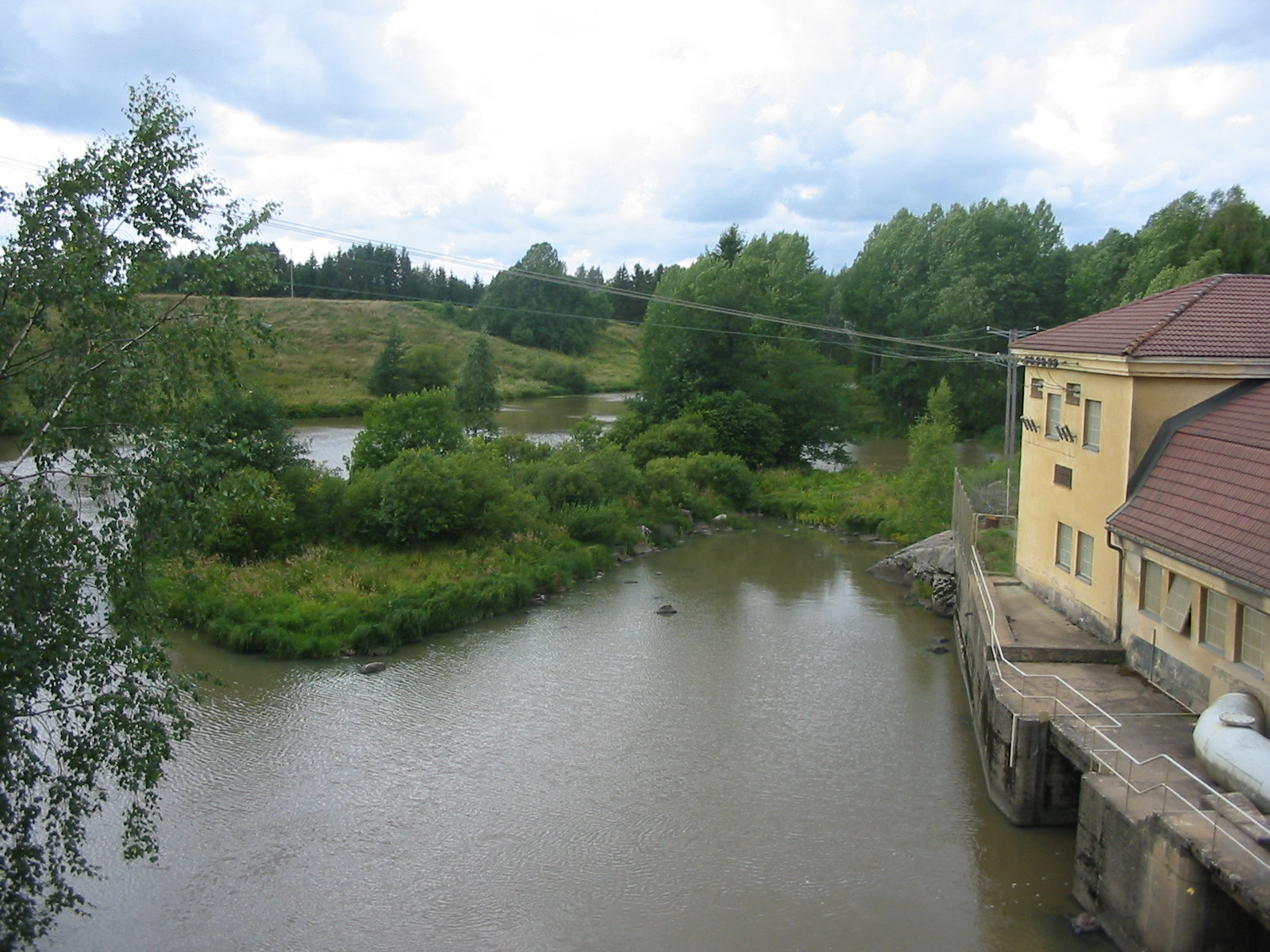
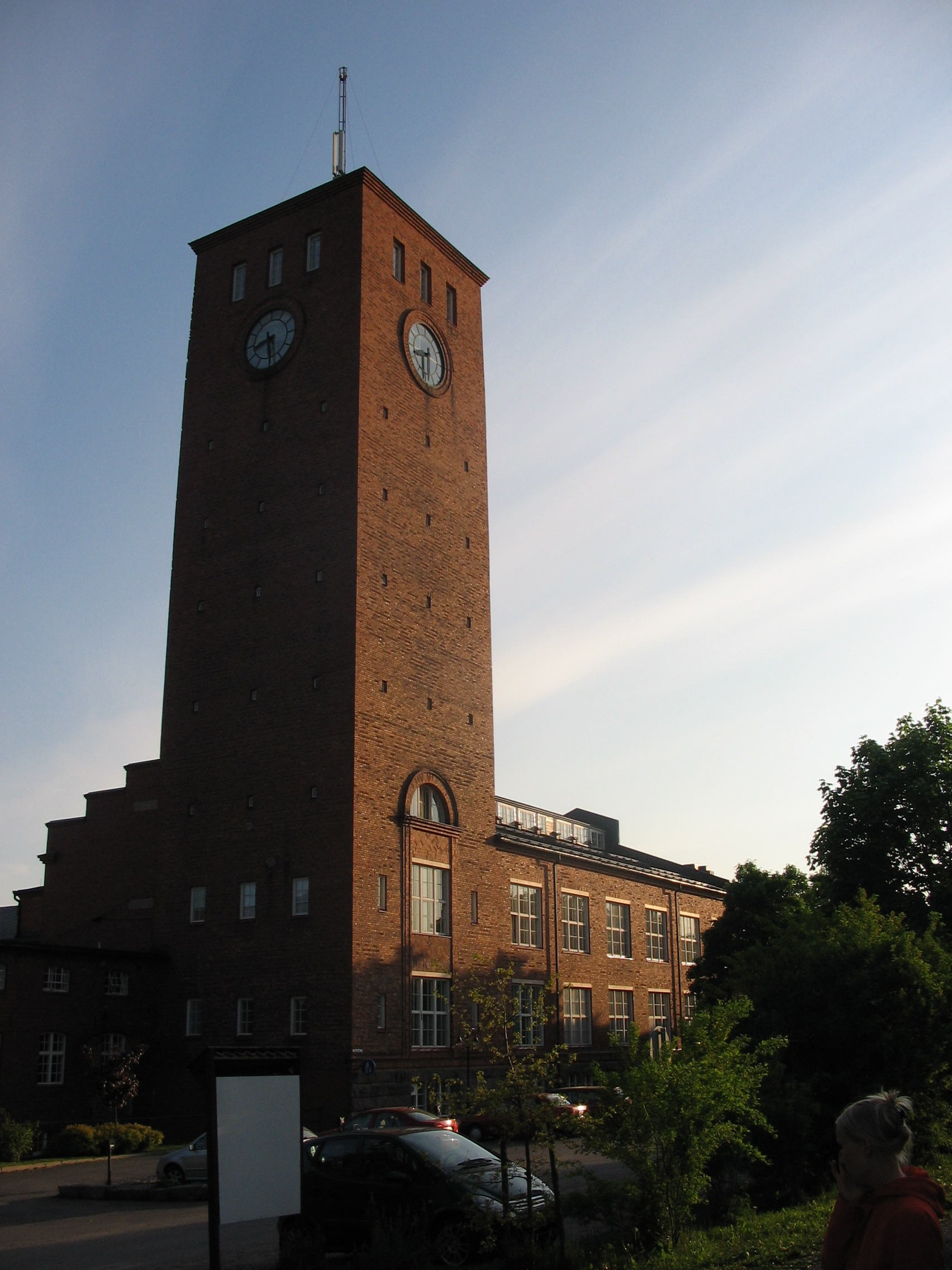
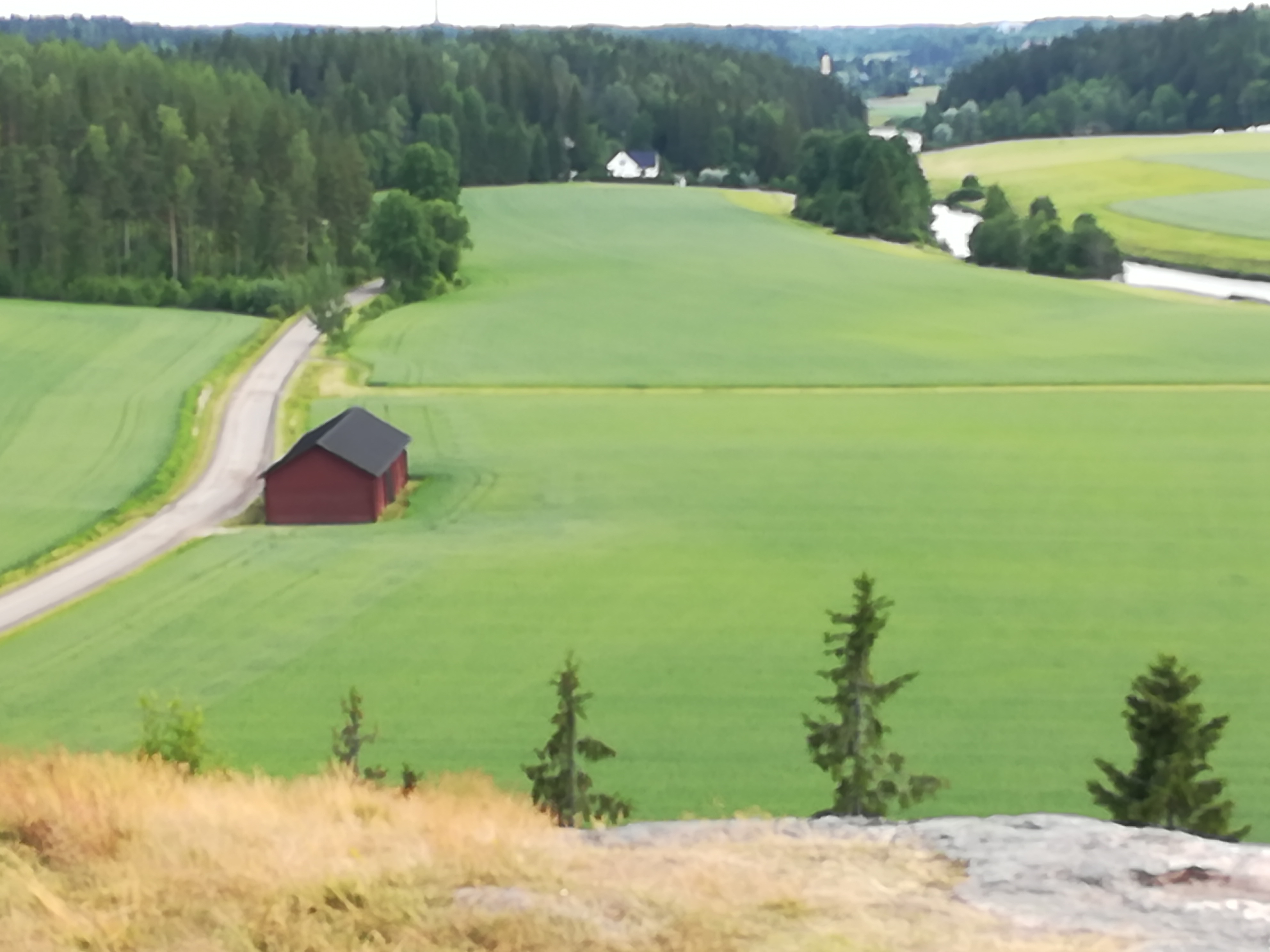